# Condado de Pacific
El condado de Pacific (en inglés: Pacific County), fundado en 1851, es uno de 39 condados del estado estadounidense de Washington. En el año 2009, el condado tenía una población de 21,272 habitantes y una densidad poblacional de 9 personas por km². La sede del condado es Bellingham.

## Geografía
Según la Oficina del Censo, el condado tiene un área total de 3170 km² (1223,9 mi²), de la cual 2416 km² (932,8 mi²) es tierra y 754 km² (291,1 mi²) (23.74%) es agua.

### Condados adyacentes
- Condado de Grays Harbor (norte)
- Condado de Lewis (este)
- Condado de Wahkiakum (suroeste)
- Condado de Clatsop (Oregón) (sur)

### Áreas protegidas
- Área de Recreación Nacional Monte Baker
- Bosque Nacional Monte Baker-Snoqualmie
- Parque nacional y Estatal Histórico Lewis and Clark
- Refugio Nacional de Vida Salvaje Willapa

## Demografía
Según el censo de 2000, había 20,984 personas, 9,096 hogares y 5,885 familias residiendo en la localidad. La densidad de población era de 9 hab./km². Había 13,991 viviendas con una densidad media de 6 viviendas/km². El 90.54% de los habitantes eran blancos, el 0.20% afroamericanos, el 2.44% amerindios, el 2.08% asiáticos, el 0.09% isleños del Pacífico, el 1.83% de otras razas y el 2.82% pertenecía a dos o más razas. El 5.01% de la población eran hispanos o latinos de cualquier raza.
Los ingresos medios por hogar en la localidad eran de $31,209, y los ingresos medios por familia eran $39,302. Los hombres tenían unos ingresos medios de $33,892 frente a los $22,982 para las mujeres. La renta per cápita para el condado era de $17,322. Alrededor del 14.40% de la población estaban por debajo del umbral de pobreza.

## Localidades
| - Bay Center - Chinook - Ilwaco - Lebam | - Long Beach - Naselle - Ocean Park | - Raymond - South Bend - Tokeland - Willapa |

### Otras comunidades
| - Firdale - Frances - Holcomb - Menlo | - Nahcotta - Nemah - North Cove - Oceanside | - Old Willapa - Oysterville - Seaview - Surfside |